# Barranc de les Remenegueres
El Barranc de les Remenegueres és un barranc que discorre dins del terme municipal de la Vall de Boí, a la comarca de l'Alta Ribagorça, i dins el Parc Nacional d'Aigüestortes i Estany de Sant Maurici.
És afluent per la dreta de la Noguera de Tor. Té el naixement a 2.274 metres, a l'Estany de la Llosa. El seu curs discorre cap al sud-est; fins a desaiguar a la Noguera de Tor, a 1.543 metres d'altitud, uns 400 metres per damunt de la Font del Ferro.